# NGC 6089
NGC 6089 é uma galáxia lenticular na direção da constelação de Corona Borealis. O objeto foi descoberto pelo astrônomo William Herschel em 1791, usando um telescópio refletor com abertura de 18,7 polegadas. Devido a sua moderada magnitude aparente (+14,1), é visível apenas com telescópios amadores ou com equipamentos superiores. 